# ポクポク
ポクポク（pocu pocu、1988年結成 ）は、日本の楽団。

## 楽団メンバー
- ライオネル（パーカッション担当）
- ウルグル（ギター・ベースなど弦楽器担当）
- ベアベア（ドラム・太鼓など打楽器担当）
- ティグ（ピアノ・ヴァイオリン担当）
- レオナルド（チューバ・ウッドベース担当）
- ラティ（木琴・グロッケンなど担当）
- ラブ（リコーダー・ピアニカなど担当）
- ポク（担当は特になし）
- ビービー（担当は特になし）

## 概要
作曲家、編曲家、演奏家楽団で、メンバーは音楽関係、映像関係、コンピュータ関係など複数名のクリエイターで構成されている。アーティスト活動はアニメキャラクターが行っている。
正式な楽団名は「ポクポク山の音楽隊」だが、略されることが多いため、普段は「ポクポク」と呼ばれている。楽団の活動をサポートしている関係者をポクポクファミリーと呼んでいる。
アニメキャラクターに関してはロボットが関わっている。

## 経歴
- 2009年
  - 8月1日よりハウス食品のテレビCM（企業広告）に楽曲提供ならびに本人出演。はじめて公の場に登場
  - 11月11日エピックレコードジャパンよりアルバム「SAMPO/散歩」でメジャー・デビュー

## ディスコグラフィ
アルバム
- SAMPO / 散歩（2009年11月11日発売、エピックレコードジャパン） ESCL-3293

シングル
- げんきの実（2012年3月7日発売、ユニバーサルミュージック） POCS-1051

## TVｰCM出演
- ハウス食品「企業広告」（曲：「やくそくの木」　歌：みなとりょうこ）
  - 「pocupocu 登場」篇　
  - 「秋のポクポク山」篇
  - 「雪・冬のポクポク山」篇

## 楽曲提供
- ベネッセコーポレーション アプリ『空想動物園』
  - 「宝島」
  - 「冒険のメロディー」
- ブリタ「ポット型浄水器」
- クリスピー・クリーム・ドーナツ「ドーナツシアター」
- JR東日本「アニメでわかるモバイルスイカ」他